# Okosüveg
Az okosüveg, vagy más néven átkapcsolható üveg, szabályozható üveg olyan üvegeket, üvegfelületeket jelent, melyek bizonyos mechanikai vagy elektromechanikai tulajdonságaik megváltoztatásával (általában a hordozó felület valamely oldalára felvitt különleges anyagok által) az üveg eredeti fényáteresztő, hőáteresztő képessége, átlátszósága, hőszigetelő képessége, illetve energiaelnyelő képessége megváltoztatható.

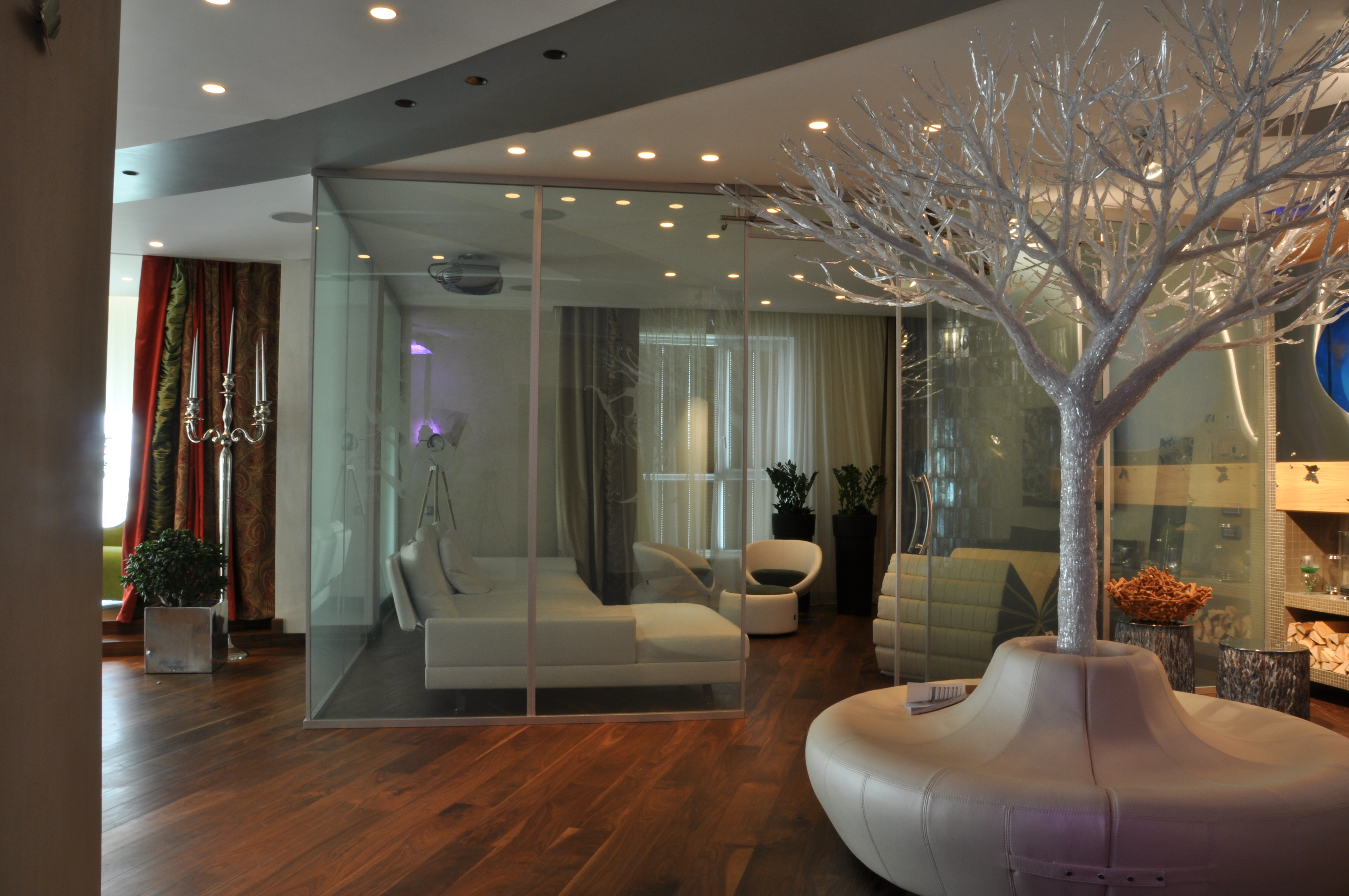
Okosüveg átlátszó funkcióban

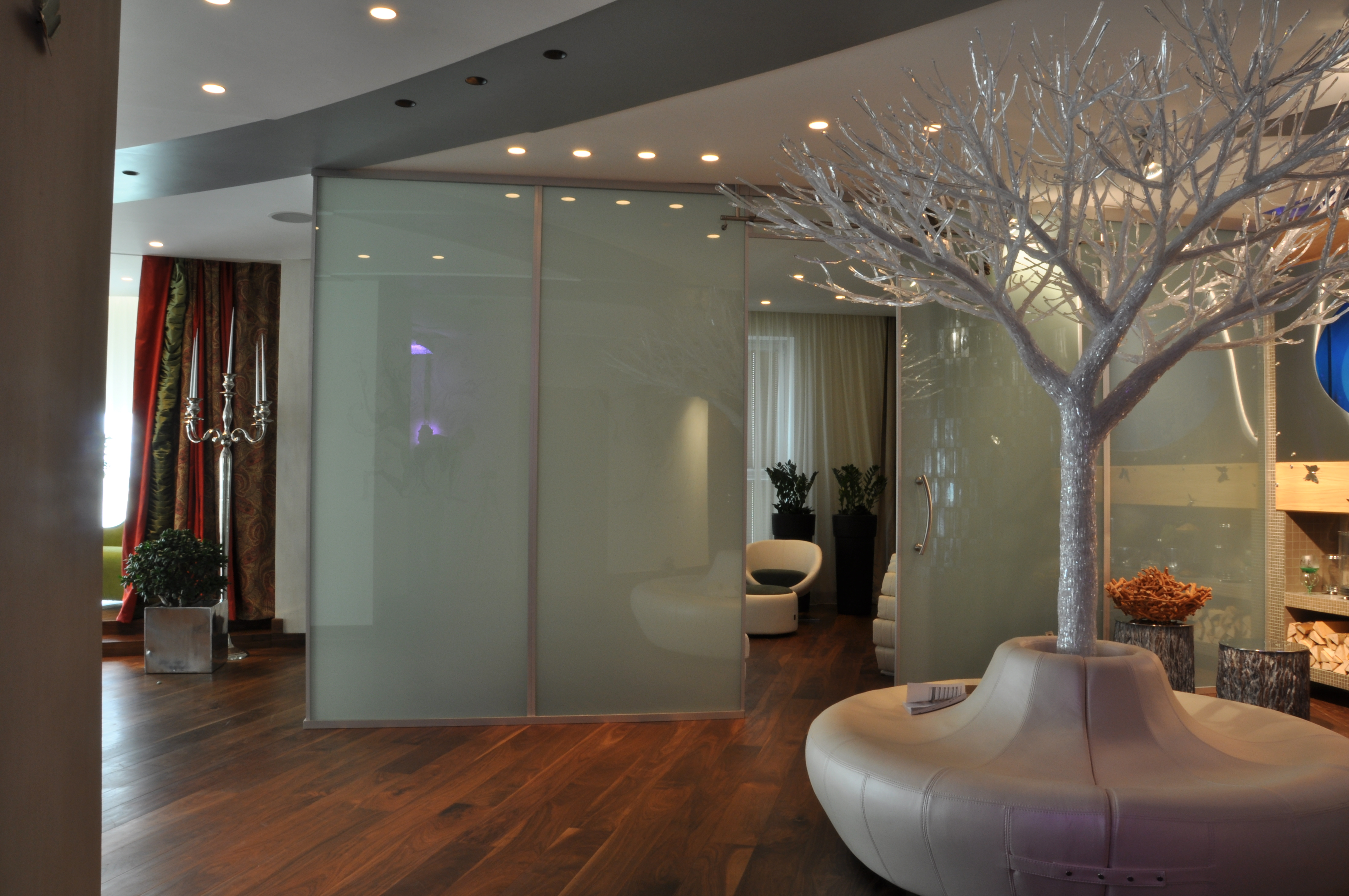
Okosüveg tejüveg funkcióban

## Átlátszóság megváltoztatása
Ezen üvegfelületek átlátszóságának vagy fényáteresztő-képességének megváltozása több módon is létrejöhet. Léteznek ma már gombnyomásra tejüveggé váló üvegfelületek, illetve olyan különleges anyagok felvitelével készült üvegek, amelyek egy bizonyos, előre meghatározott hőfok esetén az üveget elsötétítik.
Az amerikai Berkeley-ben kifejlesztett indium-ón-oxid kompozit segítségével lehetővé válik az üveg fényáteresztő képességének megváltoztatása.
Az izraeli Gauzy cég olyan ablakot kísérletezett ki, amelynek két ablaktáblája közt folyékony kristályok vannak, melyek feszültség hatására megváltoztatják fényáteresztő képességüket. Tehát az üveg tejüveggé változtatható. Az üvegfelületek közti anyagnak köszönhetően akár mintázat is kirajzolható a felületen. Ezen üvegfelület a hősugarak visszaverésére is képes, ezért forró napokon az épületek hűvösen tartásában is jelentős szerepet kaphat. További felhasználási módként a cég szakemberei akár a hűtőszekrények ajtajait is ilyen anyagból képzelik el, aminek segítségével kinyitás nélkül is megszemlélhetővé válna a hűtőszekrény tartalma. E termék ára 2013-ban 1000-1500 dollár, ám a sorozatgyártás során vélhetően csökkenhet a fogyasztói ár. 
A Sanghaji Egyetemen vanádium-dioxid filmréteget helyeztek polikarbonát táblák közé, amely képes elnyelni az UV-sugárzást és 68 °C fölött fémes réteggé válik, ami visszaveri a fényt.

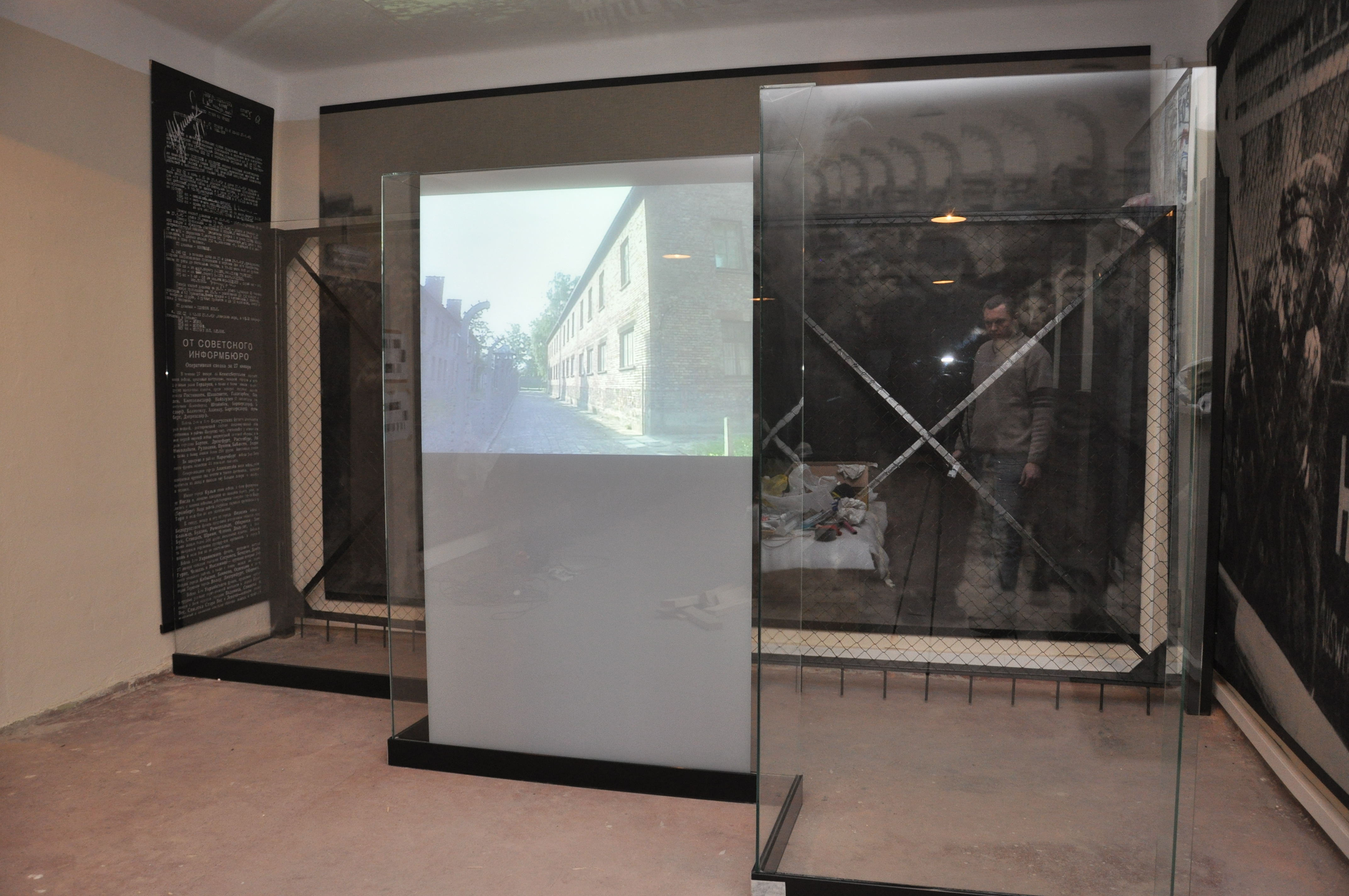
Vetített üvegfelület

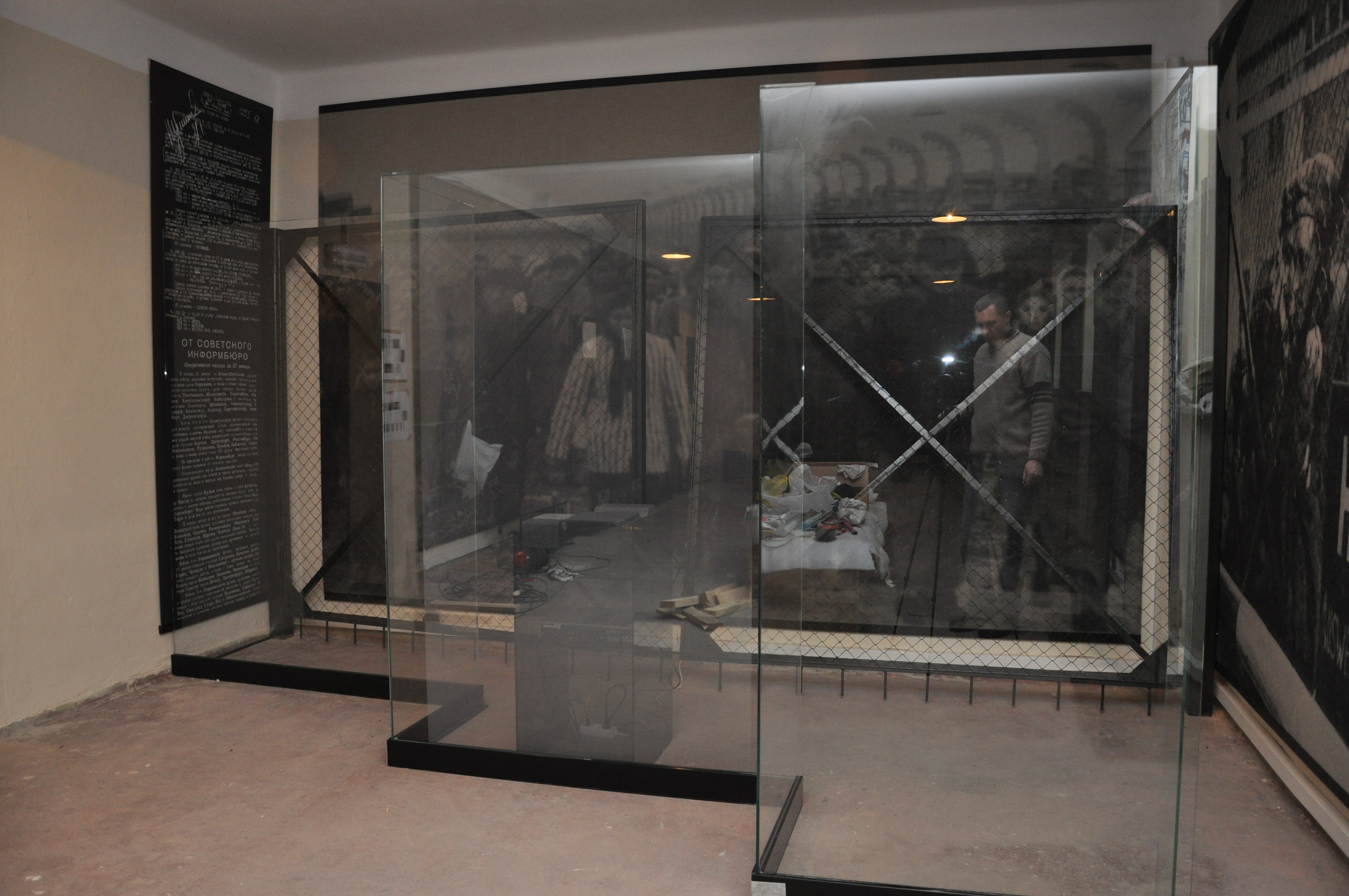
Üvegfelület vetítés nélkül

## Hősugarak megállítása
A berkeley-i Kaliforniai Egyetem kutatólaboratóriumában olyan nanoméretű részecskéket tartalmazó filmréteget kísérleteztek ki, amely elektromosság hatására hő, illetve fény kiszűrésére alkalmas, változtatható tulajdonságokkal rendelkező üvegfelületet eredményezett. A felület szűrőképességének paraméterei egyaránt változtathatók manuálisan, egy kapcsoló állásainak változtatásával, illetve a környezeti hőmérséklet változása által. Ezt a fajta üveget elektrokromatikus üvegnek nevezik, mely képes az infrasugarak kiszűrésére, anélkül, hogy bármilyen módon csökkenne az üveg átlátszósága. 
A nióbium-oxidból álló üvegszerű kompozittal lehetséges az üveg hőáteresztő képességét szabályozni.